# The Warmakers
The Warmakers (o The War Makers) è un cortometraggio muto del 1913 diretto da Maurice Costello e da Robert Gaillard.

## Produzione
Il film fu prodotto dalla Vitagraph Company of America.

## Distribuzione
Distribuito dalla General Film Company, il film - un cortometraggio in due bobine - uscì nelle sale cinematografiche statunitensi il 1º novembre 1913.